# Множественные истории
Понятие множественных историй тесно связано с многомировой интерпретацией квантовой механики. Но в отличие от многомировой интерпретации, которая предполагает наличие различных параллельных вселенных с одинаковыми законами природы, но различными вариантами будущего, данная концепция расценивает вероятность существования вселенных с различными вариантами прошлого.
Это понятие было введено физиком Ричардом Фейнманом, который предположил существование вселенных с любыми историями.